# Centre de Supercomputació de Barcelona

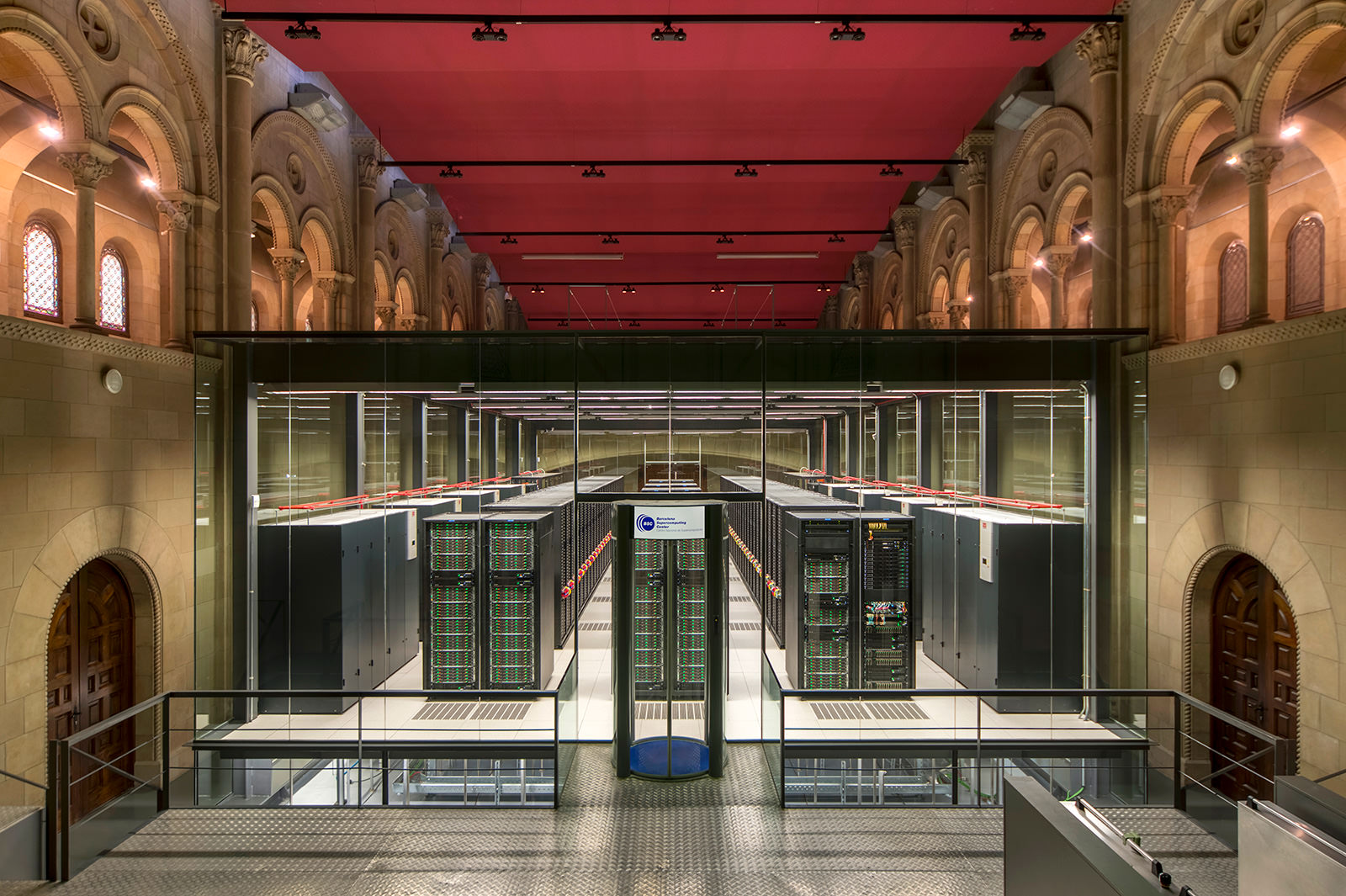
El superordinador MareNostrum 4 (2017)

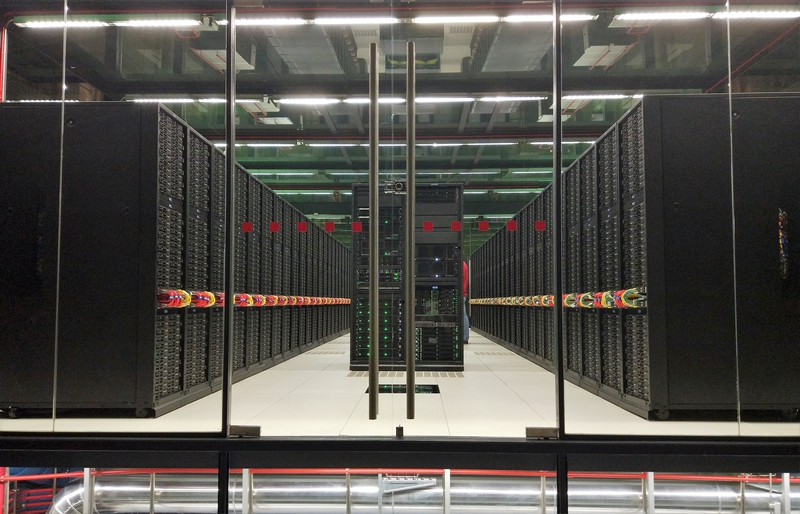
El superordinador MareNostrum 4 (2017)

El Centre de Supercomputació de Barcelona o Barcelona Supercomputing Center-Centre Nacional de Supercomputació (BSC-CNS) (oficialment en anglès i castellà: Barcelona Supercomputing Center-Centro Nacional de Supercomputación, BSC-CNS) és una instal·lació científica i centre de recerca públic situada a la Torre Girona de Barcelona, al Campus Nord de la Universitat Politècnica de Catalunya.

## Serveis
La seva especialitat és la computació d'altes prestacions, coneguda també amb el nom d'HPC (High Performance Computing). La funció és doble: oferir infraestructures i servei en supercomputació als científics espanyols i europeus, i generar coneixement i tecnologia per transferir-los a la societat. A banda, també ha adquirit una gran capacitat per desenvolupar aplicacions i solucions tecnològiques d'alt valor per a la indústria i el sector privat. És un Centre d'Excel·lència Severo Ochoa, membre de primer nivell de la infraestructura de recerca europea PRACE (Partnership for Advanced Computing in Europe) i gestiona la Red Española de Supercomputación (RES).
Com a centre de serveis, disposa de diferents supercomputadors i repositoris de dades de gran capacitat. Al desembre de 2023 es va inaugurar el superordinador MareNostrum 5, amb un rendiment 18 vegades superior al MareNostrum 4, el seu objectiu és arribar als 200 petaflops (200.000 bilions d’operacions per segon), a més té una capacitat d’emmagatzematge, de 248 petabytes, única a escala mundial. També disposa de MinoTauro, el segon supercomputador més potent i que ha estat reconegut per tenir una arquitectura energèticament eficient. També compta amb infraestructures Big Data, que tenen una capacitat total d'emmagatzematge d'11 Petabytes.

## Història
El precursor del BSC-CNS és el CEPBA (Centre de Paral·lelisme de Barcelona), un centre associat a la UPC que des de 1991 presta serveis als diversos centres de la universitat. L'any 2000 el CEPBA signà un acord amb IBM de quatre anys de durada per a crear un institut d'investigació, que es va anomenar CIRI.
El 2004, l'acord entre IBM i el CEPBA va ser ampliat per iniciativa del Ministeri de Ciència, Innovació i Universitats d'Espanya (60%), la Generalitat de Catalunya (30%) i la UPC (10%), creant el Barcelona Supercomputing Center – Centro Nacional de Supercomputación, dirigit pel professor Mateo Valero.
En aquell moment, el supercomputador MareNostrum, era el de més capacitat de càlcul de tot Europa en aquell moment. Va ser actualitzat l'any 2006 (doblant la seva capacitat i aconseguint novament el primer lloc d'Europa), el 2013 (assolint 1,1 Petaflops de rendiment màxim) i el 2017, s'instal·là el MareNostrum 4 amb una capacitat total de 13,7 Petaflops.
Al llarg de l'any 2007 entraren en funcionament diversos nodes de la Red Española de Supercomputación (RES), que es crearen a partir de l'actualització del supercomputador MareNostrum, incrementant els recursos de còmput oferts per RES. El setembre de 2011 s'afegí al Centre un clúster basat en GPUs Nvidia1, fabricat per Bull. El novembre del mateix any, el BSC aconseguí un acord amb Intel pel qual establiran en conjunt un laboratori d'R+D sobre els problemes d'escalabilitat i programació que puguin sorgir en supercomputadors de la talla ExaFLOP (1000 PetaFLOPS o 1.000.000 TeraFLOPS). Aquest laboratori seria el quart a Europa en referència a la investigació a Exaescala, havent-se construït d'altres a França, Alemanya i Bèlgica. En aquests centres Intel ha desenvolupat arquitectures idònies per a la supercomputació com la IntelMIC.
També ha arribat a un acord amb Nvidia per a construir un superordinador basat en arquitectura ARM amb acceleradors Nvidia Tesla, sota el projecte anomenat Mont-Blanc. Alhora, Nvidia va nomenar el BSC com a Centre d'Excel·lència CUDA, el que significa que el BSC utilitzarà tecnologia seva per a futurs projectes, a més de rebre'n finançament, i oferir més oportunitats de formació en programació massivament paral·lela, a l'igual que centres com el Tianhe-I de la Xina.
El juny de 2022 s'adjudicà el contracte del supercomputador MareNostrum 5 que s'inaugurà a finals de 2023. Aquest contracte va suposar una inversió superior als 151 milions d'euros per adquirir i mantenir el sistema.